# 柴又八幡神社
柴又八幡神社（しばまたはちまんじんじゃ）は、東京都葛飾区柴又にある神社。旧社格は村社。

## 歴史
創建年代は不明である。旧別当寺は、近くの真勝院であり、柴又村の鎮守であった。
10月の例祭になると「柴又の三匹獅子舞」と呼ばれる神事が行われる。葛飾区の無形民俗文化財に指定されている。
境内全体が柴又八幡神社古墳の上にあり、社殿の下に石室がある。柴又八幡神社古墳からは、『男はつらいよ』の車寅次郎（渥美清）の帽子のようなものを被った、通称「寅さん埴輪」として知られる埴輪が出土している。

## 境内

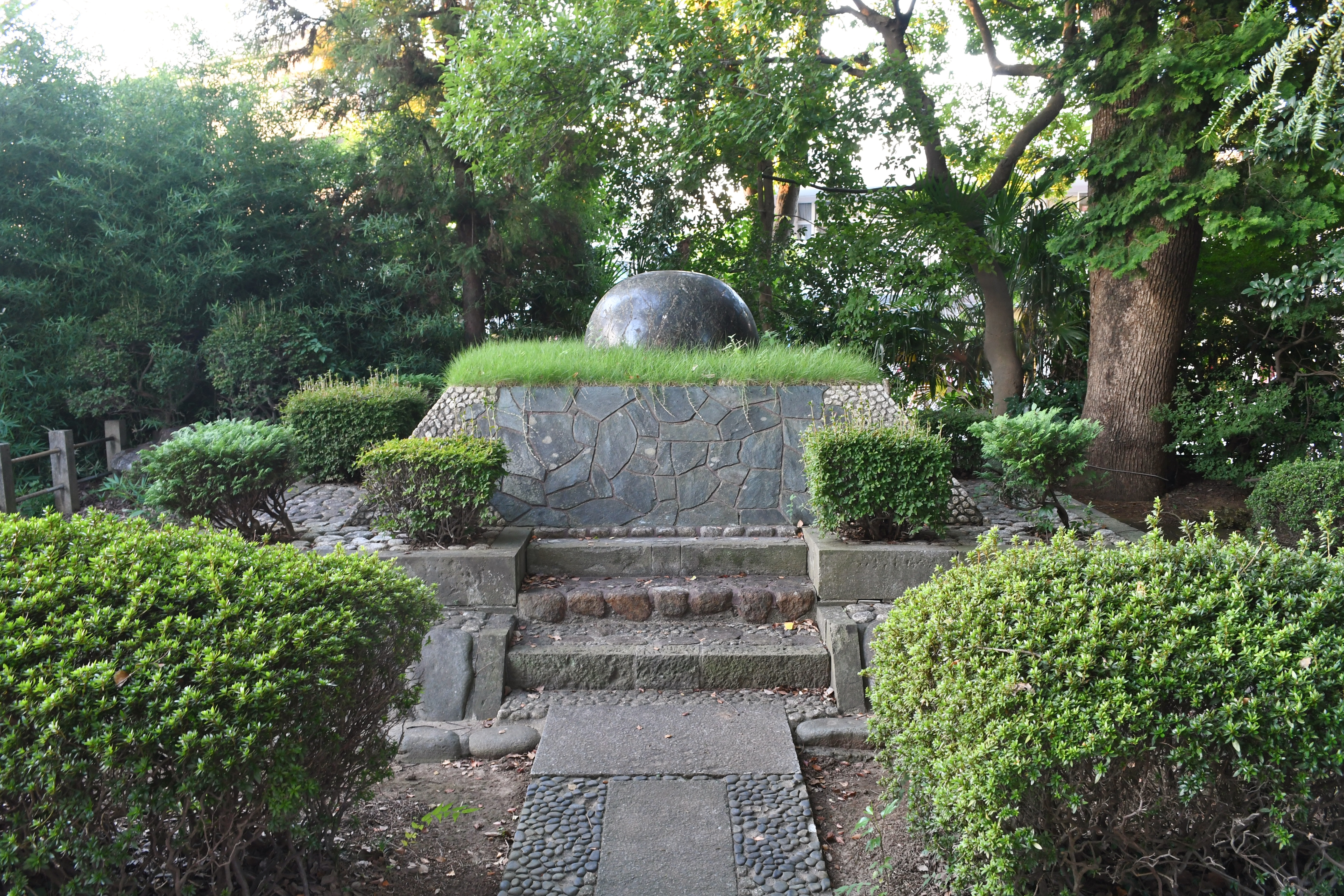
島俣塚
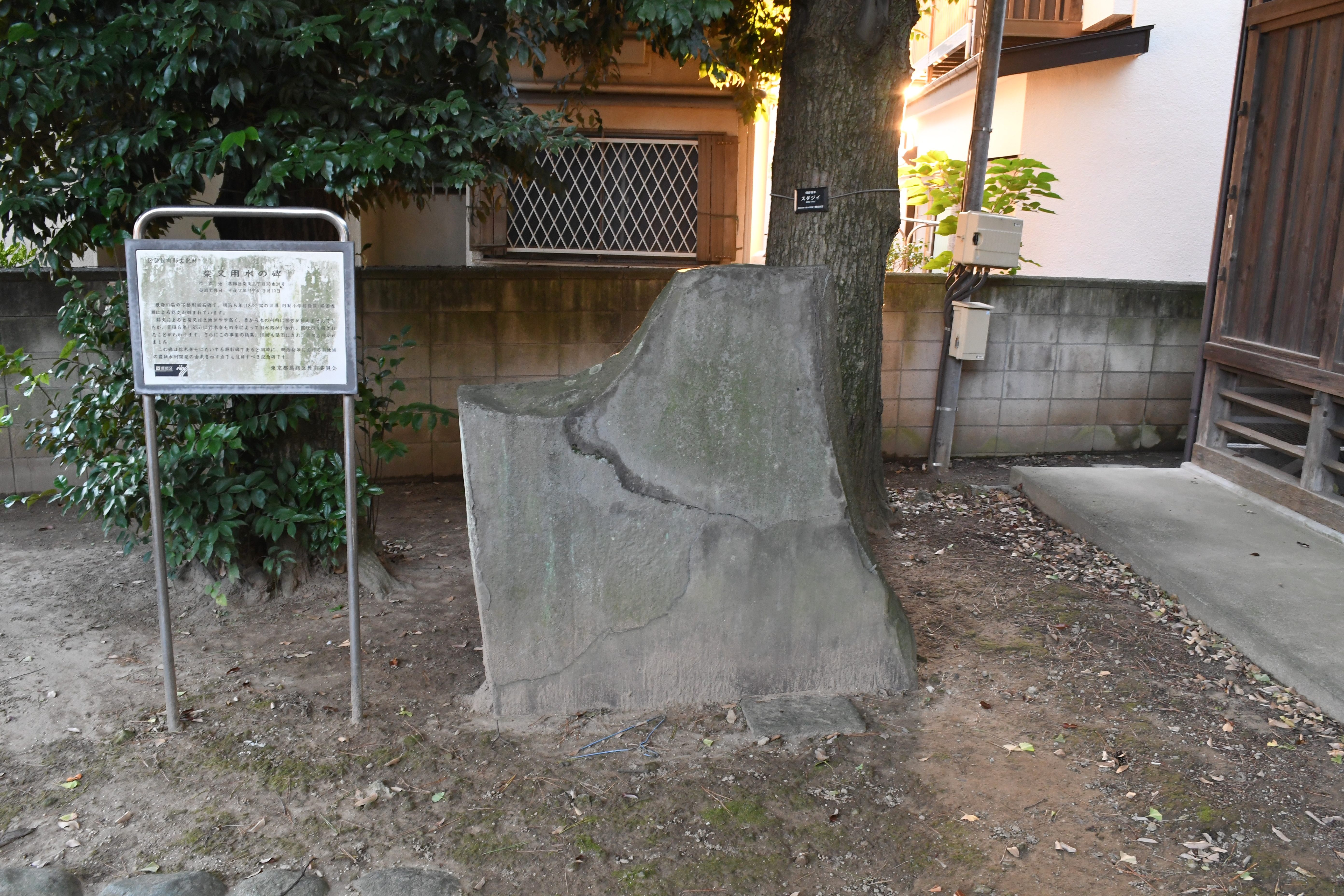
柴又用水の碑
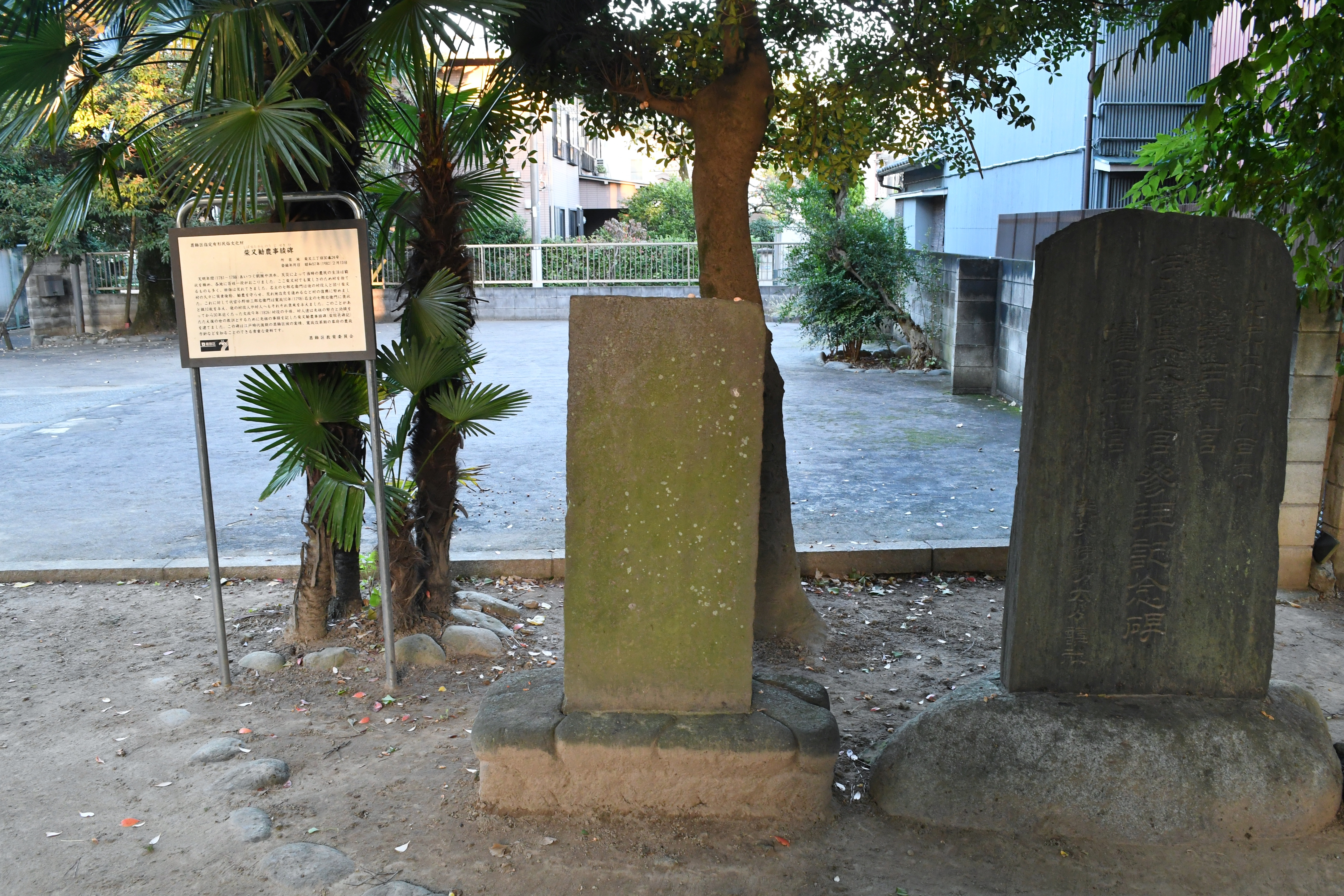
柴又勧農事績碑
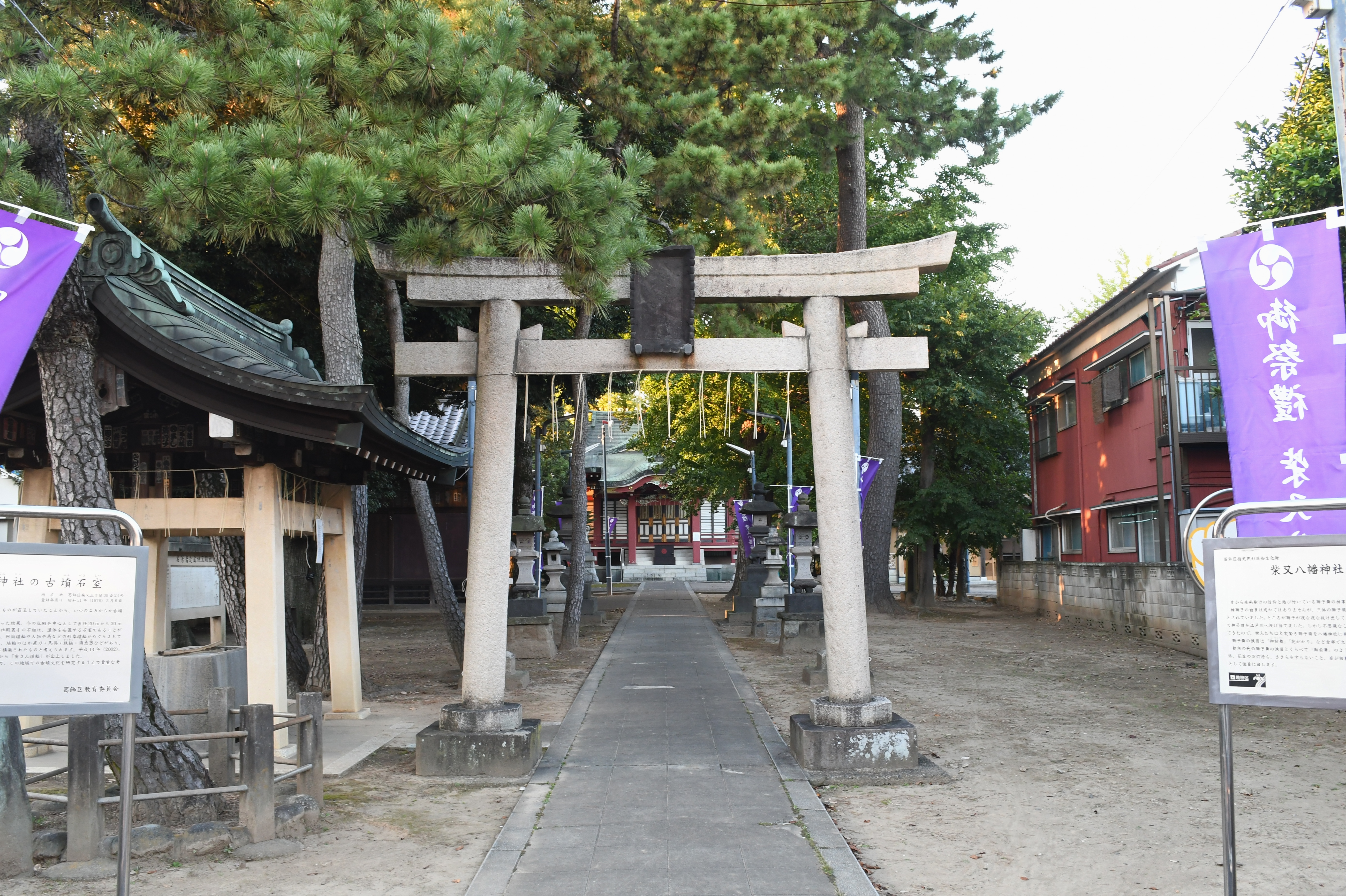
鳥居

## 文化財

### 葛飾区指定文化財
- 有形文化財
  - 寛永十年銘柴又八幡神社棟札
- 有形民俗文化財
  - 柴又勧農事績碑 - 1982年（昭和57年）2月13日指定。
- 無形民俗文化財
  - 柴又八幡神社の神獅子 - 1978年（昭和53年）2月13日指定。
- 史跡
  - 柴又八幡神社の古墳石室 - 1976年（昭和51年）3月6日指定。

### 葛飾区登録文化財
- 有形文化財
  - 柴又用水の碑 - 1990年（平成2年）3月19日登録。

## 交通アクセス
- 柴又駅より徒歩3分（経路案内）。